# Zálesie (Senec)
Zálesie (slowakisch 1936 bis 1948 „Gessayov“, bis 1960 „Gešajov“) ist eine Gemeinde im Bratislavský kraj in der Südwestslowakei.
Der Ort liegt im Donautiefland auf einer Insel zwischen den Flüssen Kleine Donau, Blatina und Biela voda, zwischen den Gemeinden Malinovo und Ivanka pri Dunaji. Die Hauptstadt Bratislava liegt 14 km im Westen, während Senec 16 km in Richtung Nordwesten entfernt ist.
Das Gebiet der heutigen Gemeinde gehörte im Mittelalter zu den Herrschaftsgütern von St. Georgen und Bösing. Im 16. Jahrhundert kam sie zum Herrschaftsgut von Eberhardt, welche bis ins 20. Jahrhundert seine Besitzer oft wechselte. Im Gebiet der heutigen Gemeinde, die auf Ungarisch Tőkés hieß, wurde ein Meierhof erbaut.
Nach der Gründung der Tschechoslowakei änderte sich die Lage: Das Land, das den Großgutbesitzern Apponyi gehörte, wurde enteignet und parzelliert, und es kamen slowakische Kolonisten hauptsächlich aus der Region Kysuce und Terchová, aber auch einige aus der Umgebung von Trnava, um hier das Land landwirtschaftlich zu nutzen. Die Siedlung wurde 1923 gegründet, lag zunächst auf dem Gemeindegebiet von Eberhard und wurde nach dem Gründer Ignác Gessay „Gessayov“ genannt. 1936 wurde sie schließlich selbständig, 1948 wurde der zu ungarisch klingende Name aus nationalpolitischen Gründen zunächst in Gešajov geändert, 1960 wurde er schließlich in Zálesie (bedeutet etwa „hinter dem Wald gelegen“) umbenannt.
Zwischen 1976 und 1990 war die Gemeinde nach Ivanka pri Dunaji eingemeindet.

## Bevölkerung
| Jahr                | 1994 | 2004     | 2014     | 2024     |
| ------------------- | ---- | -------- | -------- | -------- |
| Anzahl der Personen | 710  | 925      | 1791     | 2297     |
| Unterschied         |      | +30,28 % | +93,62 % | +28,25 % |

| Jahr                | 2023 | 2024    |
| ------------------- | ---- | ------- |
| Anzahl der Personen | 2280 | 2297    |
| Unterschied         |      | +0,74 % |